# (653) Berenike
(653) Berenike ist ein Asteroid des Hauptgürtels, der am 27. November 1907 vom US-amerikanischen Astronomen Joel H. Metcalf in Taunton entdeckt wurde.
Der Asteroid ist benannt nach der Königin Berenike II. von Ägypten.